# Floyd Rose

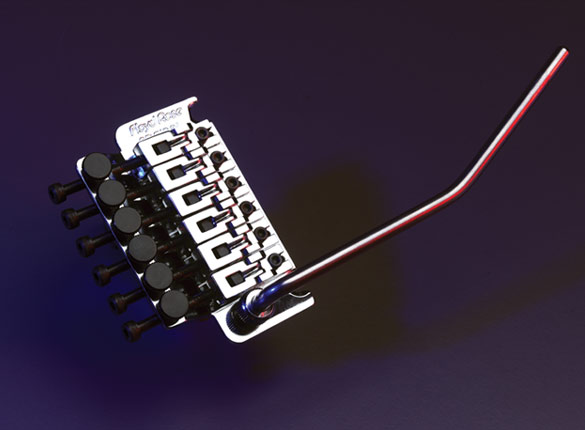
Ett Floyd Rose-stall.

Floyd Rose är samlingsnamnet för en grupp flytande svajstall för elgitarrer.
Till skillnad från till exempel ett Tune-O-Maticstall fästs strängarna genom att skruvas fast i nedre delen av stallet. De fästs även med insexskruvar vid gitarrens huvud. Som det första låsbara svajstallet blev Floyd Rosestallet populärt på 80-talet då det utnyttjades av gitarrister inom främst rock- och metalscenen, tack vare dess förmåga att hålla stämningen även under de mest extrema böjningarna. Stämningen håller genom att strängarna låses fast både i huvudet (sadeln) och stallet, och därför är ganska okänsligt för vad som händer med stämskruvarna.
Floyd D. Rose började jobba med grunden för Floydstallet 1976. Idén kom av att han själv spelade i ett band, där han ofta blev missnöjd med att stämningen föll när han spelade Jimi Hendrix- och Deep Purple-inspirerat material. Rose märkte att det största problemet låg i att strängen kunde röra sig vid sadeln. Därför byggde han en sadel med tre skruvar som drogs åt mot strängarna. Samma design används idag, även om materialet ändrats, då originalet gjordes i mässing.